# Gazélec Football Club Ajaccio Volley-Ball 2015-2016
Questa voce raccoglie le informazioni riguardanti il Gazélec Football Club Ajaccio Volley-Ball nelle competizioni ufficiali della stagione 2015-2016.

## Organigramma societario
Area direttiva
- Presidente: Antoine Exiga
- Segreteria generale: Jean-Charles Bassoul, Jean-Pascal Antonini

Area organizzativa
- Tesoriere: Michèle Paoli, Patricia Baldi
- Segretario: Elisabeth Bertola
- Direttore sportivo: Dominique Exiga
- Responsabile palasport: Antoine Albertini

Area tecnica
- Allenatore: Frédéric Ferrandez
- Allenatore in seconda: Nikolaï Kratchkovsky
- Scout man: Eric Colin
- Responsabile settore giovanile: Christian Osty

Area comunicazione
- Responsabile comunicazione: Jean-Pascal Antonini, Mélanie Mayer, Gwendoline Cusseddu

Area marketing
- Responsabile marketing: Mélanie Mayer
- Biglietteria: Mélanie Mayer

Area sanitaria
- Medico: Gilles Testou
- Preparatore atletico: Jean Saccu
- Fisioterapista: Igor Bayle, François Vero, Sébastien Tison
- Osteopata: Jérôme Agostini

## Rosa
| N° | Nome                | Ruolo | Data di nascita  | Nazionalità sportiva |
| -- | ------------------- | ----- | ---------------- | -------------------- |
| 1  | Jean-François Exiga | L     | 9 marzo 1982     | Francia              |
| 2  | Toafa Takaniko      | P     | 29 maggio 1985   | Francia              |
| 4  | Leonardo de Miranda | S     | 10 marzo 1982    | Brasile              |
| 5  | Brett Dailey        | C     | 11 novembre 1983 | Canada               |
| 6  | Florian Lacassie    | S     | 16 novembre 1990 | Francia              |
| 7  | Giōrgos Petreas     | C     | 16 novembre 1986 | Grecia               |
| 9  | Jordan Corteggiani  | S/O   | 7 maggio 1991    | Francia              |
| 10 | Xavier Kapfer       | S     | 7 novembre 1981  | Francia              |
| 11 | Michael Andrei      | C     | 6 agosto 1985    | Germania             |
| 13 | Thomas Dereymez     | P     | 14 novembre 1990 | Francia              |
| 15 | Sylvain Morgado     | S     | 30 gennaio 1997  | Francia              |
| 18 | Jovica Simovski     | S/O   | 17 novembre 1982 | Macedonia del Nord   |